# جزر أنانس
أَنَانِسْ (باليونانية: Ανάνες) وتسمى أيضًا صخور أنَانِسْ، هي مجموعة من سبع جزر صغيرة غير مأهولة، في بحر إيجه باليونان على مشارف مجموعة جزر سيكلادس، وهي مرتبة على شكل هلال من الجنوب الغربي إلى الشمال مباشرة وتتكون من الجزر الواقعة في أقصى الجنوب الغربي من سيكلادس. الجزر الأقرب لها هي ميلوس وأنتيميلوس إلى الشمال الشرقي وفالكونيرا إلى الشمال الغربي، وتشكل جزر أنانس إلى جانب فيلوبولا وفالكونيرا القريبتين منها وغير المأهولتين مناطق محمية بموجب شبكة ناتورا 2000.
تشكل أكبر جزيرة في المجموعة أكثر من نصف المساحة الإجمالية بمساحة 0.096 كيلومتر مربع (0.037 ميل مربع). وتبلغ مساحة جزيرة فيلوبولا 0.018 كيلومتر مربع (0.0069 ميل مربع) وجزيرة فالكونيرا 0.011 كيلومتر مربع (0.0042 ميل مربع)،وتشكلان مع الجزر الأربعة الصغيرة والصخور المتبقية المساحة المتبقية ممن مجمموعة الجزر والبالغة 2400 متر مربع (0.59 فدان).